# Futebol Clube Maia Lidador
O Futebol Clube Maia Lidador é um clube de futebol português da cidade da Maia, Área Metropolitana do Porto. Fundado em 2009, é sucessor do extinto FC Maia, e até agora só jogou nas divisões distritais. O clube realiza os seus jogos em casa no Estádio Municipal Dr. José Vieira de Carvalho, com capacidade para 12 000 espectadores.

## História
O FC Maia foi definitivamente dissolvido em 2011 devido a problemas financeiros, tendo realizado a sua última época competitiva sénior em 2008/09. Em 2009, o FC Maia Lidador foi fundado, homenageando no seu nome Gonçalo Mendes da Maia «O Lidador», a maior figura histórica do concelho maiato.
Estreou-se na época de 2009/10 na 2.ª Divisão da A.F. Porto. A equipa foi promovida no seu primeiro ano, e passou as três épocas seguintes no segundo escalão do futebol distrital antes de subir como campeã à 1.ª Divisão da AF Porto na temporada de 2012/13.
Desde a época 2013/14, o FC Maia Lidador competiu no escalão máximo do futebol distrital do Porto, atualmente designado por Hyundai Liga Pro devido a razões de patrocínio. É um clube que termina regularmente no top cinco, com ambições de subida aos campeonatos nacionais.

## Épocas recentes
| Época   | Nível   | Divisão                 | Série   | Classificação | Movimentos |
| ------- | ------- | ----------------------- | ------- | ------------- | ---------- |
| 2018–19 | Nível 4 | A.F. Porto Pró-Nacional | Série 1 | 9.º           |            |
| 2019–20 | Nível 4 | A.F. Porto Pró-Nacional | Série 1 | 3.º           |            |
| 2020–21 | Nível 4 | A.F. Porto Pró-Nacional | Série 1 | 3.º           |            |
| 2021–22 | Nível 5 | A.F. Porto Pró-Nacional | Série 1 | 5.º           |            |
| 2022–23 | Nível 5 | A.F. Porto Pró-Nacional | Série 1 | 4.º           |            |
| 2023–24 | Nível 5 | A.F. Porto Pró-Nacional | Série 1 | 3.º           |            |
| 2024–25 | Nível 5 | A.F. Porto Liga Pro     |         | 6.º           |            |